# EDDS (キレート剤)
エチレンジアミン-N,N'-ジコハク酸 (EDDS)は、EDTAの代替として用いることのできる、生分解性のあるキレート剤である。

## 構造
EDDSは2つのキラル中心を持つので、光学異性体である(R,R)、(S,S)、メソ体である(R,S)の3つの立体異性体がある。

最も生分解性が強いのは(S,S)-EDDSであり、高度に重金属汚染された土壌でも分解されることが知られている。

そのため、EDTAの代用としては主に(S,S)-EDDSが使われる。

## 合成
EDDSは1963年、マレイン酸とエチレンジアミンから合成された。
(S,S)-EDDSはL-アスパラギン酸の1,2-ジブロモエタン等によるアルキル化によって、立体特異的に生産される。ラセミ体のEDDSはエチレンジアミンとフマル酸又はマレイン酸から得られるが、微生物を用いて同じ原料から(S,S)-EDDSを合成することも可能である。
{\displaystyle {\ce {2HO2CCH=CHCO2H + H2NCH2CH2NH2 -> [CH2NHCH(CO2H)CH2CO2H]2}}}

## 錯体化学

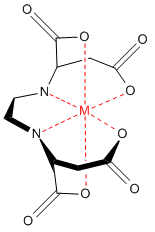
6員キレート環は錯体の赤道面に来る。(上図は(R,R)体)

キレート剤として、(S,S)-EDDSはEDTAと比較されることが多い。よくキレートの対象とされるFe3+イオンに注目した場合、その安定度定数は次のようになる。
| Formation Reaction                                                                  | Formation Constant                            |
| {\displaystyle {\ce {[Fe(H2O)6]^{3+}{+}(S,S)-EDDS^{4-}-> Fe[(S,S)-EDDS]- + 6 H2O}}} | {\displaystyle K_{\mathrm {EDDS} }=10^{20.6}} |
| {\displaystyle {\ce {[Fe(H2O)6]^{3+}{+}EDTA^{4-}-> Fe(EDTA)- + 6H2O}}}              | {\displaystyle K_{\mathrm {EDTA} }=10^{25.1}} |

(S,S)-EDDSの安定度定数はEDTAより低いため、キレート剤として用いることができるpHの範囲は(S,S)-EDDSのほうが狭い。おおよそ、EDTAでは2～11、(S,S)-EDDSでは3～9となる。だが、通常の用途には(S,S)-EDDSで十分である。
錯体の構造を比較した場合、どちらの錯体もC2対称軸を持つが、EDTAは5つの5員キレート環(NC2OFe×4、C2N2Fe)を持つのに対し、(S,S)-EDDSは3つの5員キレート環(NC2OFe×2、C2N2Fe)と2つの6員キレート環(NC3OFe×2)を持つ。
結晶構造解析によると、6員キレート環は錯体の赤道面に位置し、全体の歪みを減少させている。

## 用途
(S,S)-EDDSは生分解性のあるキレート剤として、EDTAの代わりに用いられる。自然条件下では、EDTAはエチレンジアミン三酢酸を経て残留性有機汚染物質であるジケトピペラジン類となる。(S,S)-EDDSはそのような反応が起こらないため環境負荷が低く、土壌浄化に用いることが検討されている。
(S,S)-EDDSは効率良く重金属をキレートするが、(S,S)-EDDSの量が少ない場合、一旦キレートしたイオンがより親和性の高いイオンと入れ替わることが知られている。

## 参照
1. ↑  Neal, J. A.; Rose, N. J. (1968). “Stereospecific Ligands and Their Complexes. I. A Cobalt(III) Complex of Ethylenediaminedisuccinic Acid”. Inorganic Chemistry 7 (11):  2405–2412. doi:10.1021/ic50069a043.
2. ↑  Tandy, S.; Ammann, A.; Schulin, R.; Nowack, B. (2006). “Biodegredation and speciation of residual SS-ethylenediaminedisuccinic acid (EDDS) in soil solution left after soil washing”. Environmental Pollution 142 (2):  191–199. doi:10.1016/j.envpol.2005.10.013. PMID 16338042.
3. ↑  Barbier, M. et al. (1963). “Synthese und Eigenschaften eines Analogen des Lycomarasmins und der Aspergillomarasmine”. Liebigs Annalen 668:  132. doi:10.1002/jlac.19636680115.
4. ↑  Takahashi, R. et al. (1999). “Production of (S,S)-Ethylenediamine-N,N'-disuccinic Acid from Ethylenediamine and Fumaric Acid by Bacteria”. Biosci. Biotechnol. Biochem. 63 (7):  1269–1273. doi:10.1271/bbb.63.1269.
5. ↑  Orama, M.; Hyvönen, H.; Saarinen, H.; Aksela, R. (2002). “Complexation of [S,S] and mixed stereoisomers of N,N’-ethylenediaminedisuccinic acid (EDDS) with Fe(III), Cu(II), Zn(II) and Mn(II) ions in aqueous solution”. J. Chem. Soc., Dalton Trans. (24):  4644–4648. doi:10.1039/b207777a.
6. ↑  Pavelčík, F and Majer, J. (1978). “The crystal and molecular structure of lithium [(S,S)-N,N'-ethylenediaminedisuccinato]cobaltate(III) trihydrate”. Acta Crystallographica B 34 (12):  3582–3585. doi:10.1107/S0567740878011644.
7. ↑  Yuan, Z. and VanBriesen, J. M. (2006). “The Formation of Intermediates in EDTA and NTA Biodegradation”. Environmental Engineering Science 23 (3):  533–544. doi:10.1089/ees.2006.23.533.
8. ↑  Yip, T.C.M.; Tsang, D.C.W.; Ng, K.T.W.; Lo, I.M.C. (2009). “Kinetic interactions of EDDS with soils. 1. Metal resorption and competition under EDDS deficiency”. Environ. Sci. Technol. 43 (3):  831–836. doi:10.1021/es802030k. PMID 19245023.
9. ↑  Yip, T.C.M.; Tsang, D.C.W.; Ng, K.T.W.; Lo, I.M.C. (2009). “Empirical modeling of heavy metal extraction by EDDS from single-metal and multi-metal contaminated soils”. Chemosphere 74 (2):  301–307. doi:10.1016/j.chemosphere.2008.09.006. PMID 18851868.
10. ↑  Tsang, D.C.W.; Yip, T.C.M.; Lo, I.M.C. (2009). “Kinetic interactions of EDDS with soils. 2. Metal-EDDS complexes in uncontaminated and metal-contaminated soils”. Environ. Sci. Technol. 43 (3):  837–842. doi:10.1021/es8020292. PMID 19245024.